# Gaëtan Englebert
Gaëtan Englebert (Liège, 11 de junho de 1976) é um meio-campista belga e joga desde 2005 no Club Brugge.  